# Can Cots (el Masnou)
Can Cots és un edifici del municipi del Masnou (Maresme) inclòs en l'Inventari del Patrimoni Arquitectònic de Catalunya.

## Descripció
Habitatge projectat de forma racionalista o funcional, de manera que l'exterior és la projecció de l'espai intern. Tant en la planta com els espais exteriors s'han suprimit tots els elements ornamentals i tot complement afegit a les formes pures constructives: Formes llises, línies rectes, verticals i horitzontals i corbes derivades. La façana desapareix com a tal, ja que l'edifici es transforma en un joc de volums i formes geomètriques.
Es tracta d'un edifici aïllat als quatre vents de planta rectangular però amb la suma de diversos volums amb la coberta plana amb baranes de tub, de línies senzilles i obertures que n'emfasitzen la horitzontalitat.